# Zündapp Janus

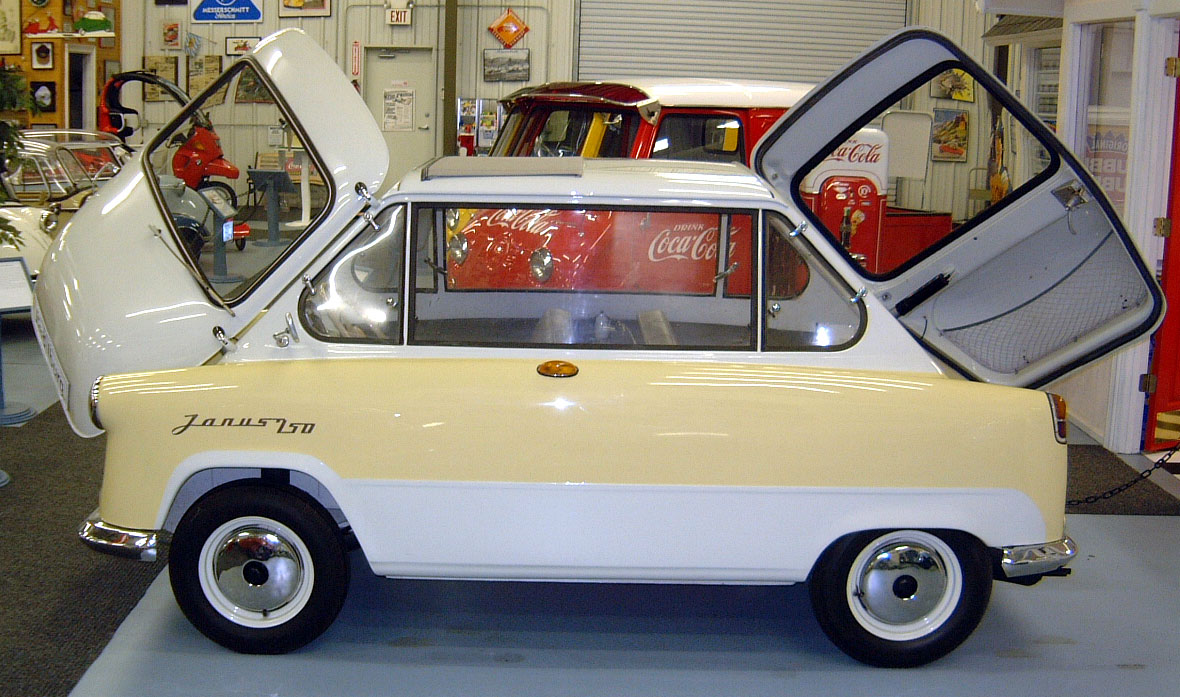
Zündapp Janus

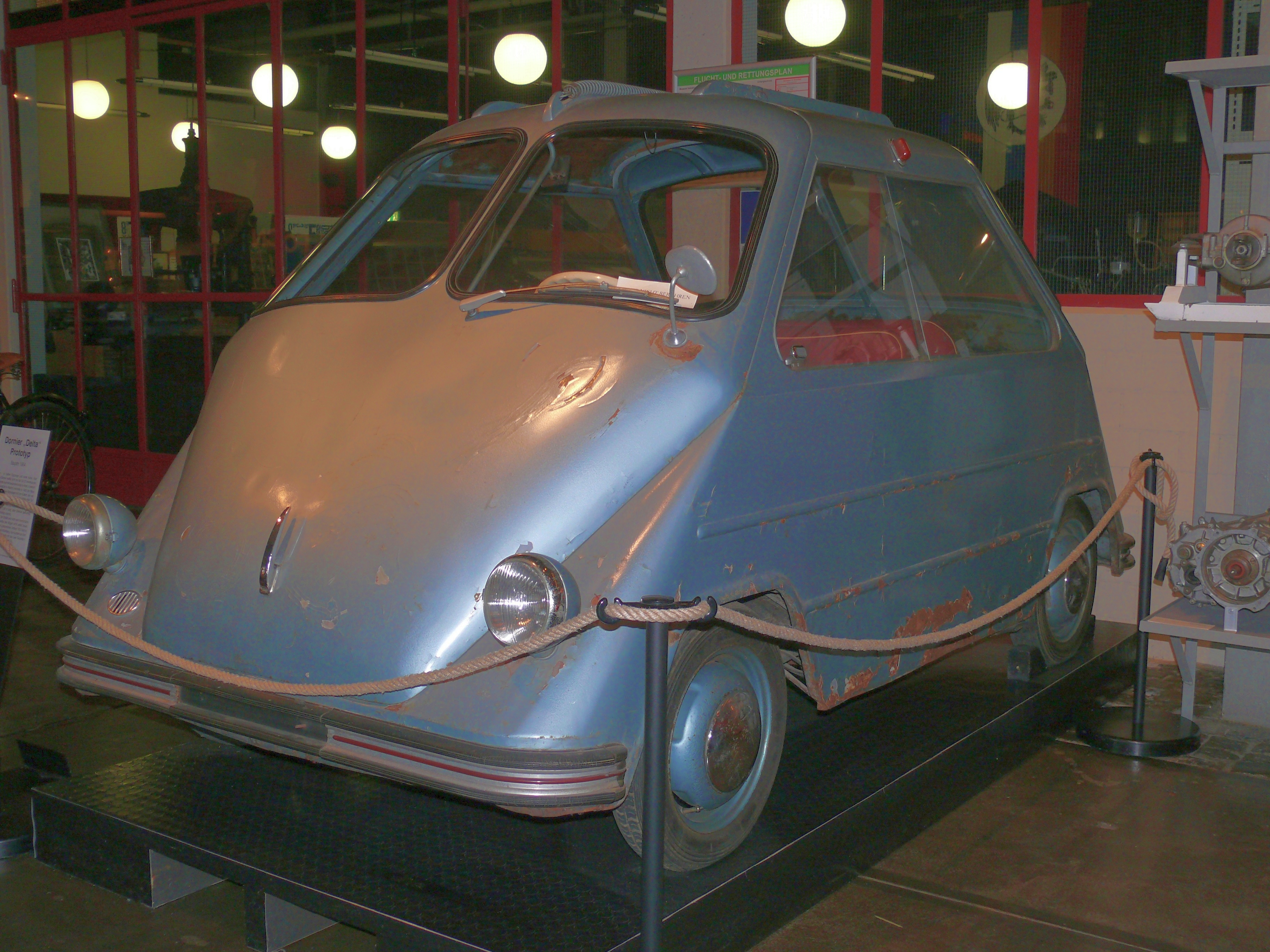
Prototyp „Dornier Delta“

Der Zündapp Janus war ein viersitziges Rollermobil (damals Kleinwagen – heute besser Kleinstwagen genannt) der Zündapp-Werke GmbH, Nürnberg, aus den 1950er-Jahren.

## Geschichte
Die Konstruktion des Janus geht auf den Prototyp Dornier Delta von Claudius Dornier, dem ältesten Sohn von Claude Dornier, zurück, an dem Zündapp die Produktionslizenz erworben hatte. Die Auslieferung begann im Juni 1957, die Produktion wurde aber bereits 1958 nach Herstellung von nur 6902 Exemplaren eingestellt und war ein wesentlicher Grund, das Stammwerk in Nürnberg an Bosch zu verkaufen. So verschwand auch der Janus – wie viele Kleinstwagentypen der damaligen Zeit – nach kurzer Produktionszeit vom Markt, weil sein Preis (Preis des Janus: 3290 DM + 40 DM für die Heizung, entspricht heute etwa 9.700 Euro) zu dicht an den 3780 DM lag, die etwa ein VW Standard kostete.

## Technik
Das Ungewöhnliche an diesem Rollermobil und der Grund, den Namen des doppelköpfigen römischen Gottes Janus zu verwenden, sind die Sitzposition und die Anordnung gleicher Türen an Bug und Heck. Die Fondpassagiere saßen mit dem Rücken zur Fahrtrichtung (Dos-à-dos), schauten nach hinten und hatten eine Bein- und Kopffreiheit wie in einem Mittelklassewagen. Der Transport sperriger Güter war verhältnismäßig einfach und durch Umklappen der Lehnen konnten die Sitze in eine Liegefläche von 1800 mm mal 1200 mm verwandelt werden.
Der Motor war eine Neukonstruktion mit liegendem Zylinder und Gebläsekühlung speziell für den Janus. Er hatte 248 cm³ Hubraum und leistete 14 PS. Das Getriebe entsprach im Wesentlichen den Ziehkeilgetrieben der Nürnberger Zündapp-Motorräder; es hatte vier Vorwärtsgänge und war um einen Rückwärtsgang erweitert. Durch einen aufwendigen Schaltautomaten konnte beim Schalten kein Gang übersprungen werden. Der Motor war in der Mitte des Wagens, also vor der  Hinterachse angeordnet (Mittelmotor). Vom Getriebe aus wurde die Antriebskraft über eine Welle mit Hardyscheiben, ein Ausgleichsgetriebe und seitliche Halbwellen an die Hinterräder übertragen.  Der Janus hatte Trommelbremsen an allen vier Rädern mit hydraulischer Betätigung (damals noch nicht selbstverständlich). Schaufelförmige Rippen erhöhten die Stabilität der Bremstrommeln und verbesserten ihre Kühlung. Vom Dornier-Prototyp übernommen wurde die Einzelradaufhängung mit geschobenen Schwingen vorn und einer Pendelachse mit Schubstreben hinten, die durch ihr hohes Momentanzentrum in Verbindung mit einem Stabilisator (Drehstab) vorn zur geringen Seitenneigung bei Kurvenfahrt beitrug.
Dank des Mittelmotors war das Gewicht ausgewogen verteilt. In der Werbung wurde außerdem herausgestellt: „Ungewohnt bisher, doch ganz bestimmt erfreulich im Hinblick auf Regen und Nässe: kleinere Wartungsarbeiten wie Kerzenwechsel oder Düsenreinigen lassen sich unter dem eigenen Dach ausführen.“ Nachteil des Mittelmotors waren der Lärm im Innenraum des Fahrzeugs und die gelegentliche Geruchsbildung, bedingt durch mangelhafte Abdichtung der Abdeckhaube.

Der Zündapp-Importeur in den USA gab in der Werbung an: 
„...16 Horsepower, ... 55 miles per gallon, 60 miles per hour, ... „Panoramic“ vision for all four passengers ...“ (Auszug)
Die Bremsanlage nannte er überdimensioniert und bot den Wagen ab einem Preis von 1190 USD an. Für das Frühjahr 1958 kündigte der Importeur eine „opposed twin engine“ mit 25 Horsepower und 600 cm³ an.

## Technische Daten
- Motor: Einzylinder-Zweitaktmotor, 26-mm-Fallstromvergaser, liegender Zylinder mit Gebläsekühlung
- Hubraum: 248 cm³
- Bohrung × Hub: 67 mm × 70 mm
- Verdichtung: 6,8:1 (7:1)
- Leistung: ca. 14 PS bei 5000/min (5200/min)
- Getriebe: Ziehkeil-Getriebe mit 4 Vorwärtsgängen und 1 Rückwärtsgang, Ratschenschaltung mit Handhebel links vom Fahrer
- Radaufhängung vorn: geschobene Längslenkerachse (geschobene Längsschwingarme). Feder-Dämpfer-Einheit, Stabilisator, Zahnstangenlenkung
- Radaufhängung hinten: Zweigelenk-Pendelachse mit Schubstreben, Feder-Dämpfer-Einheit
- Federweg (vorne/hinten): 220 mm/190 mm
- Länge: 2890 mm (2860 mm)
- Breite: 1410 mm (1400 mm)
- Höhe: 1400 mm (1380 mm)
- Radstand: 1825 mm
- Spurweite vorn/hinten: 1150/1180 mm
- Reifengröße: 4.40–12
- Leergewicht: ca. 425 kg
- Zuladung: ca. 300 kg
- Höchstgeschwindigkeit: ca. 80–85 km/h

In Klammern Daten des Prototyps laut Prospekt von 1956

## Produktionszahlen
| Jahr | 1957 | 1958 | SUMME |
| ---- | ---- | ---- | ----- |
|      | 1731 | 5169 | 6900  |

Die Angaben sind aus  Werner Oswald Deutsche Autos 1945–1975 von 1979 entnommen.

## Trivia
In dem 2011 erschienenen Disney-Animationsfilm Cars 2 spielt der Zündapp Janus eine Nebenrolle in „Person“ des Professors Zündapp, eines deutschen Bösewichts.